# Störsperrwerk

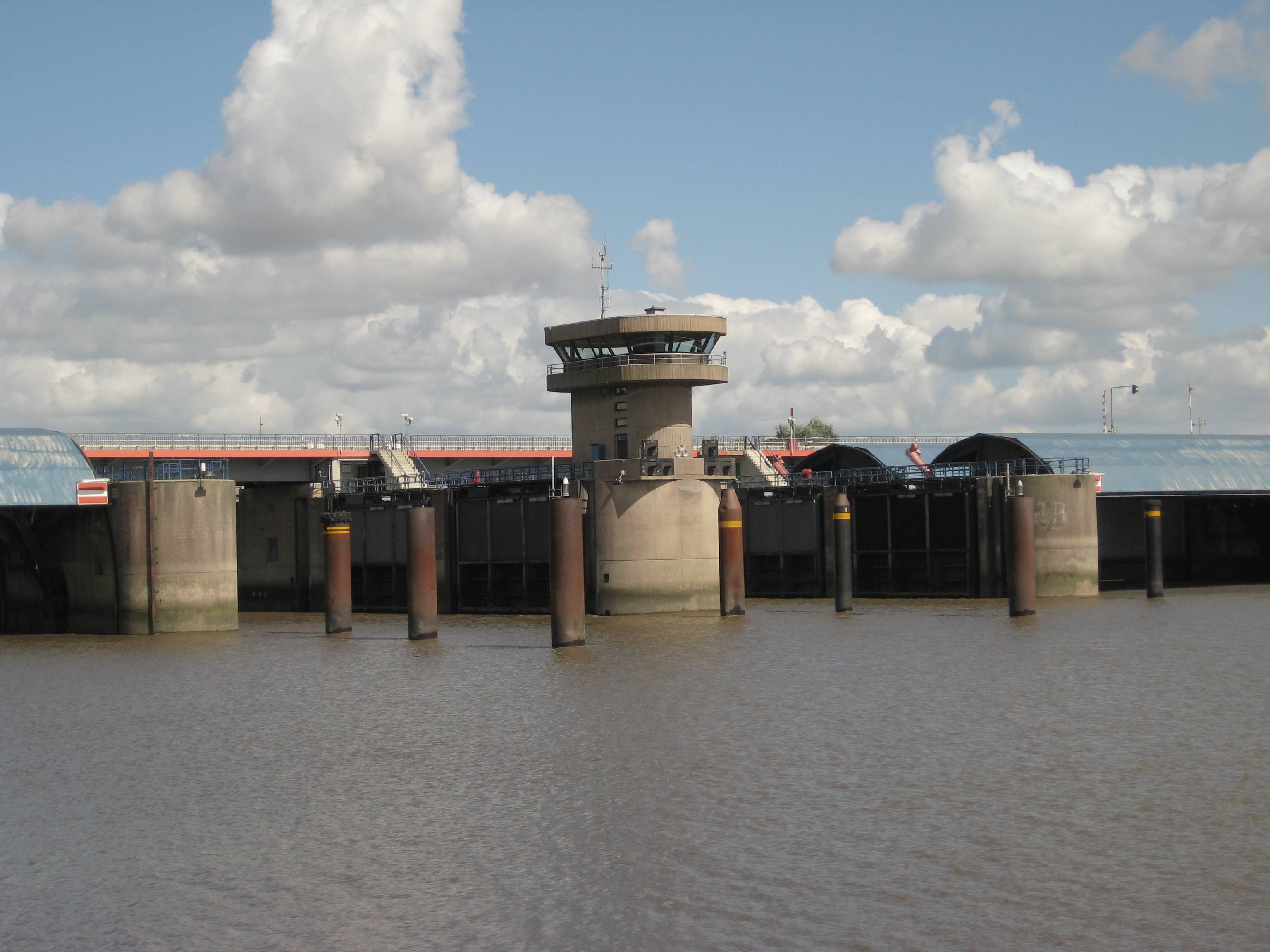
Das Sperrwerk

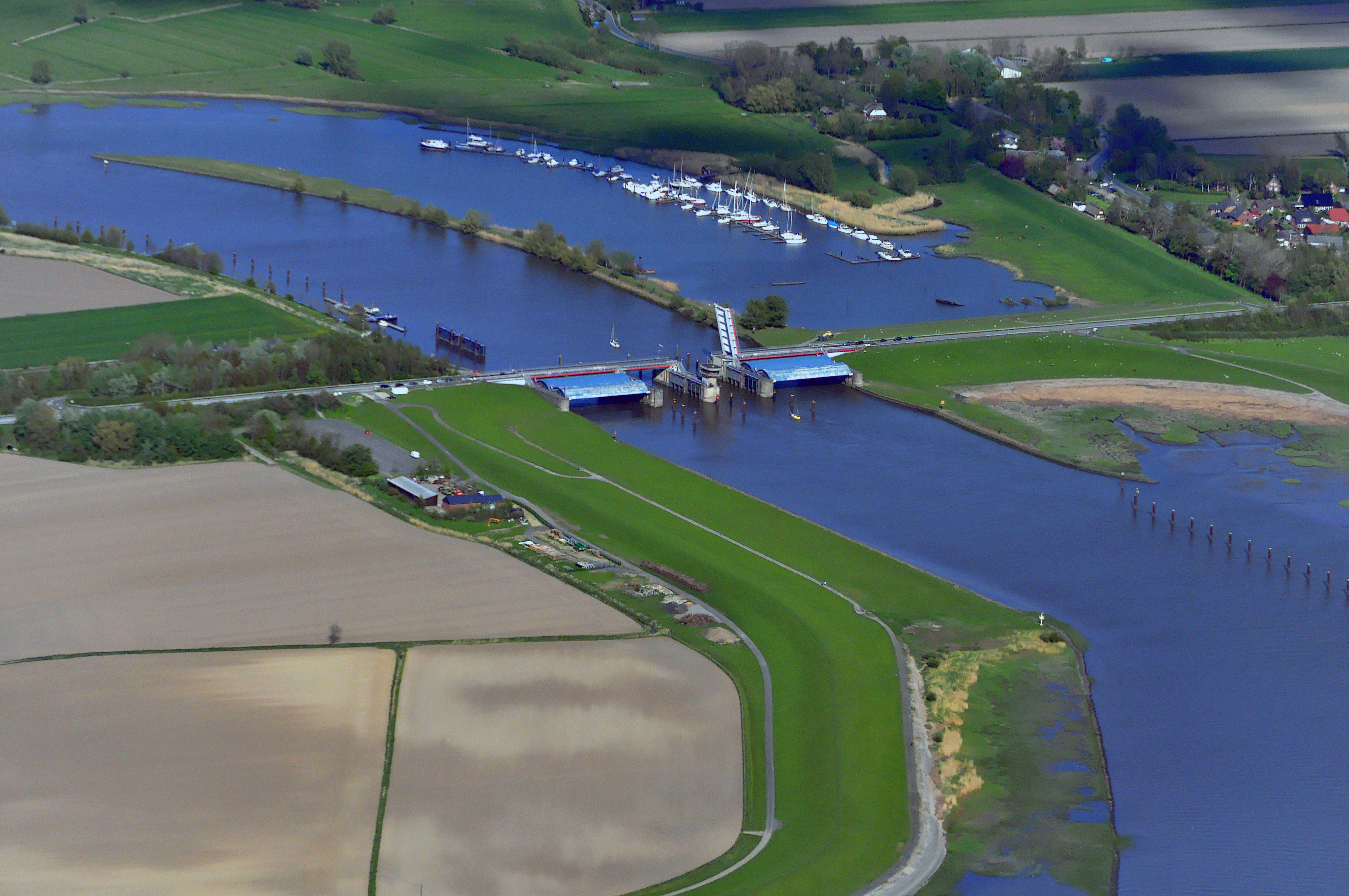
Das Sperrwerk aus der Luft

Das Störsperrwerk ist ein Sperrwerk an der Mündung der Stör in die Elbe in der Gemeinde Wewelsfleth.
Das Sperrwerk wurde von 1971 bis 1975 in der Folge der Sturmflut 1962 zum Schutz vor Sturmfluten gebaut. Dazu wurde ein neuer Mündungslauf nördlich des alten gegraben. Der alte Mündungslauf wird heute als Hafen genutzt. Über das Sperrwerk verläuft die Bundesstraße 431, die die Wilstermarsch mit der Krempermarsch verbindet.